# 阿南站
阿南站（日语：／ Anan eki */?）是一位於日本德島縣阿南市富岡町今福寺、隸屬於四國旅客鐵道（JR四國）的鐵路車站。車站編號為M12。本站是繼德島站後，德島線內使用率第二多的車站。在全四國車站中，本站於2014年度排行15，比去年下跌了1位。
本站亦是區間車的終點站。近半數的普通列車及2班特急「Home Liner 阿南」均以本站為止。繼續下行的列車數量在此大幅減少。

## 車站結構

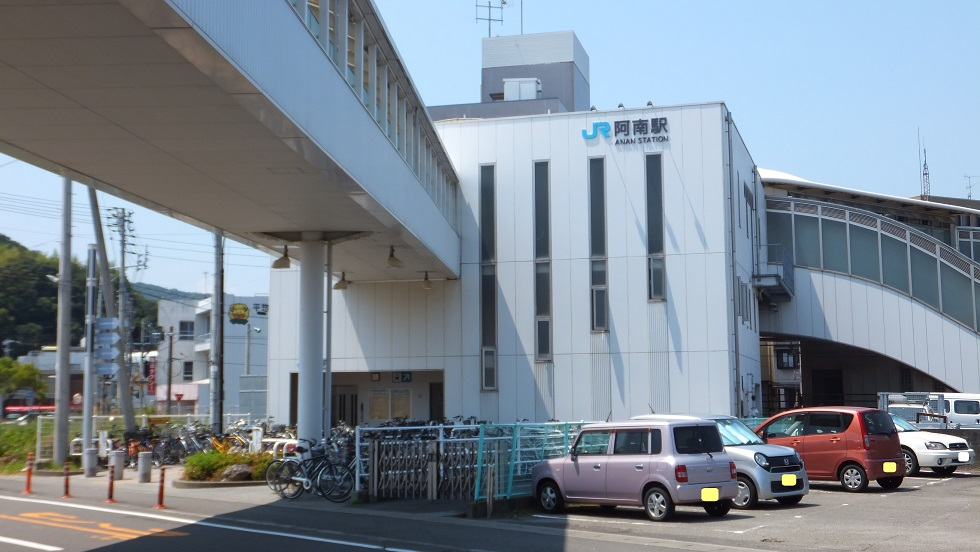
阿南站東口（2015年8月）

2003年，站舍進行改建，並將車站大堂由原來位於地面站舍改為設於架空橋上。亦因而成為了在德島縣內唯一一個架空站舍。大堂設有售票處、旅遊中心、自動售票機等設施。車站現時設有東西閘口，其中西閘口部份可算是站舍的延伸區域，包括了便利店和洗手間，並有扶手電梯及樓梯通往二樓售票大堂；東閘口則純作出入口之用，設有升降機及樓梯通往二樓。
另外，位於地下和二樓間的閣樓，是JR四國阿南事務所的所在地。
設有側式月台及島式月台各1個，但島式月台最外邊的部份並不設上落客，部份月台邊沿有圍上欄杆，該月台只用作列車臨時停泊及保線之用，而在這軌道之外，亦再有一條停泊軌道，實際上，供乘客使用的只有2面2線。1號月台位於側式月台上，最大可容納5輛列車，而島式月台上的2號月台，有效長度也達4輛。未興建架空站舍時，月台和站舍間靠向阿波中島站的平交道連接，站舍架空化後，各月台均能以升降機或樓梯到達。平交道因而封閉，只讓職員有需要才使用。

### 月台配置
| 月台 | 路線    | 方向 | 目的地                         | 備註                              |
| ---- | ------- | ---- | ------------------------------ | --------------------------------- |
| 1    | ■牟岐線 | 上行 | 德島、板野、穴吹、阿波池田方向 | 主發月台，個別班次會於2號月台開出 |
| 2    | ■牟岐線 | 下行 | 牟岐、阿波海南方向             | 主發月台，個別班次會於1號月台開出 |

## 歷史
- 1936年3月27日：開業，當時稱為「阿波富岡站」。
- 1966年11月1日：改稱「阿南站」。
- 1987年4月1日：日本國鐵分割民營化，車站的營運由JR四國繼承。
- 1992年：站舍改建完成並開始使用。[2]
- 2003年11月19日：第三代站舍，建築於月台上面的架空站舍落成啟用。
- 2011年1月26日：綠窗口停止服務。

## 歷年乘車人數
- 1710人（1995年度）
- 1639人（1996年度）
- 1521人（1997年度）
- 1498人（1998年度）
- 1458人（1999年度）
- 1384人（2000年度）
- 1343人（2001年度）
- 1285人（2002年度）
- 1278人（2003年度）
- 1327人（2004年度）
- 1354人（2005年度）
- 1357人（2006年度）
- 1310人（2007年度）
- 1300人（2008年度）
- 1212人（2009年度）
- 1213人（2010年度）
- 1478人（2011年度）
- 1580人（2013年度）
- 1506人（2014年度）

## 相鄰車站
四國旅客鐵道（JR四國）
■牟岐線
■普通
阿波中島（M11）－阿南（M12）－見能林（M13）

## 外部連結
- JR四國阿南站官方網頁 （页面存档备份，存于）（網頁庫存）